# Baldi's Basics in Education and Learning
Baldi's Basics in Education and Learning (tradução livre: Básico de Baldi em Educação e Aprendizado) (também conhecido como somente Baldi's Basics) é um jogo eletrônico de terror de paródia criado pelo desenvolvedor independente de jogos Micah McGonigal, conhecido pelo pseudônimo Mystman12. O jogo parodia os jogos educativos da década de 1990 por meio de gráficos ruins e temas semelhantes (como Sonic's Schoolhouse). Baldi's Basics foi lançado pela primeira vez na versão beta em 31 de março de 2018 via Itch.io para Microsoft Windows e macOS. Um lançamento completo do jogo, incluindo conteúdo adicional e um modo de história, intitulado Baldi's Basics Plus, foi publicado em acesso antecipado em 12 de junho de 2020, com desenvolvimento em andamento.

Baldi's Basics Plus (BB+ na abreviação) é uma "sequência" pra Baldi's Basics in education and learning (também conhecido como Baldi's Basics Classic), o jogo é pago diferente do clássico, mas tem coisas melhores, como um elevador, em que você vê:
Resultados: ao passar de um andar, você terá os resultados dele, (ex. Tempo que levou, etc)
Power tubes: eles são as vidas, você tem 3 e não pode conseguir mais  
Johnny's Shop: é um lugar para comprar items e um mapa para deixá-lo pronto quando sair 

## Enredo
Um amigo do protagonista esquece sete cadernos na escola local, mas não consegue pegá-los sozinho porque se atrasaria para ir comer, então ele pede ao protagonista para buscá-los. Assim que o jogador chega, Baldi, um dos professores, questiona o jogador com problemas simples de matemática toda vez que encontra um caderno (três por livro), com a promessa de um prêmio se ele responder a todos corretamente. Baldi também é muito fácil de irritar e, depois de apresentar ao jogador problemas de matemática impossíveis (vários números misturados), começará a persegui-los quando inevitavelmente falharem em respondê-los corretamente. O protagonista é forçado a continuar procurando por todos os outros cadernos, evitando outros alunos e vários obstáculos. Se o jogador optar por responder a todas as perguntas erradas, ele experimentará um final alternativo que inclui uma versão distorcida de Baldi e outro personagem oculto pedindo ao jogador para destruir o jogo, antes que o jogo se feche. Ele tambem é conhecido como null. E existem codigos secretos criado pelo proprio Mystman12 que fazem coisas extras no jogo. Como um lugar de testes, a escola vira ao contrario, etc

## Jogabilidade
A jogabilidade lembra a de Slender: The Eight Pages. O jogador deve localizar todos os sete cadernos sem ser pego por seu professor, Baldi. Outros alunos e professores tentam atrapalhar o jogador, forçando-o a participar de várias atividades. Cada caderno contém três problemas aritméticos simples, mas a terceira questão é insolúvel no segundo caderno em diante. À medida que o jogador continua a falhar nas perguntas impossíveis, Baldi se move mais rápido e se torna mais difícil de evitar.
Uma vez que o jogador colete todos os cadernos, Baldi parecerá parabenizá-los antes de gritar com o jogador para "sair enquanto ainda pode". Existem três saídas de truque e apenas uma que permitirá que o jogador escape, e o jogador deve acionar todas as três antes de poder usar a saída real.
O jogador pode coletar diferentes itens ao redor da escola, como uma barra de chocolate que impede que sua resistência caia por um curto período de tempo, um refrigerante que pode ser usado para afastar (empurrando) personagens para longe, uma tesoura que pode desativar temporariamente alguns dos os obstáculos e um teletransportador que os colocará em uma posição aleatória na escola entre outros.